# Коту-Мішту
Ко́ту-Мі́шту (порт. Couto Misto, гал. Couto Mixto, ісп. Coto Mixto) — незалежна мікродержава на кордоні між Іспанією та Португалією, що існувала з X по XIX століття. Вона складалася з сіл Сантяґо-де-Руб'яс, Руб'яс і Меаус (всі тепер по іспанський бік кордону в Галісії). Також сюди належала невелика незаселена смуга землі, що тепер розташована з португальського боку кордону. 
Внаслідок складних середньовічних помісних відносин, ця територія уникала як португальського, так і іспанського контролю впродовж століть, існуючи як суверенна держава на своїх власних правах аж до Лісабонської угоди 1864 року, яка розділила цю територію між Іспанією та Португалією. Мешканці Коту-Мішту мали низку привілеїв, зокрема звільнення від військової служби та податків, можливість надавати притулок стороннім особам, а також можливість заборони доступу іноземних військових контингентів.

## Історія
Походження Коту-Мішту лишається незрозумілим. Натомість Слово couto (іспанською coto) походить від латинського cautes/cautum, яким називали територію, обмежену граничними каменями (cautos lapideos).  Згідно з ґалісійським істориком Ферру Коуселу, початково термін стосувався каменів, що позначали кордони дарованої території, проте у середньовіччі його вживали на позначення особливих територій, які, відповідно до феодальної системи, перебували поза владою короля, маючи спеціальний економічний, політичний та правовий режим. Особливу юрисдикцію таких коуту підтримувала традиція та надані привілеї, які фактично робили ці території незалежними з власними кордонами і охоронцями (couteiros).
Прикметник misto, що означає "змішаний" або "спільний", можливо, стосується дуалістичних помісних зв'язків цієї території з феодальними землевласниками з князівства Браґанса та графства Монте-Рей. Інша інтерпретація, яку підтримує усна традиція і деякі середньовічні документи, пов'язує походження Коту-Мішту з міфом про вагітну принцесу-втікачку, нібито (святу) Ільдурію Еріс, яка знайшла притулок у цих селах і народила тут (святого) Рудесінда Ґутеррі. На знак вдячності селам було надано їхні привілеї. Це пояснення може базуватися на історичних фактах, оскільки Ільдурія Еріс, одна із найважливіших ґалісійських аристократок кінця IX ст., початку X ст. володіла регіоном Лімія (тепер на півночі Португалії), куди належала й Коту-Мішту. Крім того, місцем народження Рудесінда називали долину річки Салас.
Деякі історики вважають, що Коту-Мішту виникла у той самий час, що й Королівство Португалії, бл. XII століття, що підтверджують документи початку 14 століття. Спершу Коту було під юрисдикцією замку Піконья (у той час португальський, але в наш час перебуває на території Іспанії), проте згодом перейшло до дворянських родин Браґанси та Монте-Рею. Зі зникненням інших коту в Португалії, що почалося 1692 і скінчилося 1790 року, Коту-Мішту була звільнена від своїх феодальних зв'язків і стала функціонувати як де-факто незалежна держава аж до часу, коли її розділили й анексували 1868 року.

## Привілеї
До привілеїв Коту-Мішту належали: підданство, податки, військова служба, право на володіння зброєю, офіційні поштові марки, самоуправління, право надання притулку, ярмарки і ринки, право на будівництво доріг і ведення сільського господарства.